# Labronema ferox
Labronema ferox är en rundmaskart som beskrevs av Robert Folger Thorne 1930. Labronema ferox ingår i släktet Labronema och familjen Dorylaimidae. Inga underarter finns listade i Catalogue of Life.